# Nakamura Shichinosuke II
Nakamura Shichinosuke II (二代目 中村 七之助, Nidaime Nakamura Shichinosuke), né le 18 mai 1983, est un acteur japonais du théâtre kabuki, de télévision et de  cinéma. Né Takayuki Namino (波野 隆行, Namino Takayuki), il est le second fils du célèbre acteur kabuki Nakamura Kanzaburō XVIII. Contrairement à beaucoup d'autres acteurs de ce genre théâtral qui se spécialisent en un type unique de rôle, Shichinosuke interprète aussi bien des personnages masculins (tachiyaku) que féminins (onnagata).

## Nom et lignée
Nakamura, souvent appelé Shichinosuke Nakamura en référence à sa carrière dans le cinéma américain, est membre de la guilde kabuki Nakamura-ya et interprète de nos jours le répertoire kabuki avec son frère Nakamura Kantarō II. Sa famille fait remonter sa lignée au sein du monde du kabuki à au moins sept générations, jusqu'à Onoe Kikugorō III et Ichimura Uzaemon XI qui se produisaient au début du XIXe siècle. Comme c'est le cas de tous les noms d'acteurs kabuki, Nakamura Shichinosuke est un yagō ou nom de scène. Il est le neveu par son père de l'actrice Kuriko Namino.

## Carrière
Il fait sa première apparition sur scène à l'âge de trois ans en septembre 1986 au Kabuki-za et prend le nom Nakamura Shichinosuke l'année suivante. Quelques années plus tard, il est décrit comme « l'un des plus prometteurs jeunes acteurs de kabuki du XXIe siècle ». Il s'est produit dans de nombreux théâtres à l'international, souvent aux côtés de son père et son frère, dans le cadre du Heisei Nakamura-za (scène temporaire). Il se produit également chaque année au Asakusa kabuki et au Asakusa Kokaido, productions visant à attirer la jeune génération et encourager en elle un intérêt pour le kabuki.
En 1994, Shichinosuke joue dans la pièce moderne Sukapan. Il apparaît également dans des productions de la NHK telles que Takeda Shingen (dramatisation de la vie de Takeda Shingen), et Genroku Ryoran.
Nakamura termine ses études secondaires en mars 2002 et l'année suivante interprète le rôle de l'empereur Meiji dans le film Le Dernier Samouraï d'Edward Zwick qui marque ses débuts au cinéma. En 2004 il apparaît dans une version filmée du roman Insutooru de Risa Wataya et en 2005 interprète un accro à la drogue en convalescence de l'époque d'Edo dans le film d'humour absurde Mayonaka no Yaji-san Kita-san, d'après un album de bande dessinée.
Nakamura est arrêté en janvier 2005 dans l'arrondissement Bunkyō de Tokyo pour avoir frappé un agent de police après qu'un chauffeur de taxi a prétendu qu'il n'avait pas payé sa course alors qu'il était sous l'emprise de la drogue. C'est peut-être la première arrestation d'un acteur kabuki depuis celle d'Ichikawa Gonjūrō pour accusation de meurtre en 1871. La controverse qui suit l'arrestation interdit à Nakamura de participer à la célébration du shūmei (cérémonie de nomination) de son père en mars 2005.

## Filmographie

### Cinéma
- 2003 : Le Dernier Samouraï : l'empereur Meiji
- 2004 : Insutooru : Kouichi
- 2005 : Mayonaka no Yaji-san Kita-san : Kitahachi

## Source de la traduction
- (en) Cet article est partiellement ou en totalité issu de l’article de Wikipédia en anglais intitulé « Nakamura Shichinosuke II » (voir la liste des auteurs).